# Epuraea angustula
Epuraea angustula är en skalbaggsart som beskrevs av Sturm 1844. Epuraea angustula ingår i släktet Epuraea, och familjen glansbaggar. Arten är reproducerande i Sverige.